# Panzer IX y Panzer X

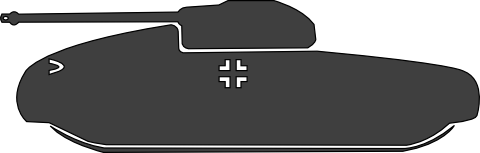
Silueta del Panzerkampfwagen IX, basada en el dibujo de la revista Signal

Los tanques superpesados Panzerkampfwagen IX y Panzerkampfwagen X no fueron más que dibujos conceptuales que aparecieron en la revista militar alemana de la Segunda Guerra Mundial Signal. Los dibujos no se basaron en ningún diseño real y fueron publicados con propósitos propagandísticos, junto con engañar a la inteligencia aliada.